# Siphona maderensis
Siphona maderensis är en tvåvingeart som beskrevs av Smit och Zeegers 2002. Siphona maderensis ingår i släktet Siphona och familjen parasitflugor.
Artens utbredningsområde är Madeira. Inga underarter finns listade i Catalogue of Life.